# El acto en cuestión
El acto en cuestión és una pel·lícula argentina-holandesa filmada en blanc i negre, dirigida per Alejandro Agresti sobre el seu propi guió i segons la seva novel·la homònima. És protagonitzada per Carlos Roffe, Lorenzo Quinteros, Sergio Poves Campos, Mirta Busnelli i Natalia Alonso Casale.
Va ser estrenada originalment el maig de 1993 en la secció Un certain regard del 46è Festival Internacional de Cinema de Canes i exhibida a l'any següent als Països Baixos i altres països de Europa. A l'Argentina es va veure en 1996 a la Sala Lugones del Teatro General Sant Martín per a una mostra retrospectiva del director i finalment es va estrenar comercialment al país en còpia remasteritzada el 30 d'abril de 2015.

## Sinopsi
Miguel Quiroga viu en un "conventillo" al costat de la seva xicota Azucena i té l'hàbit de robar cada dia un llibre usat dels més diversos temes. Fins que en una oportunitat aprèn en un d'ells un truc de màgia amb el qual fa desaparèixer primer objectes i després persones. Quiroga aconsegueix llavors un representant i inicia un viatge per Europa, on el truc té molt èxit.

## Repartiment
- Carlos Roffe …Miguel Quiroga
- Lorenzo Quinteros …Rogelio
- Sergio Poves Campos …Amilcar Liguori
- Mirta Busnelli …Azucena
- Natalia Alonso Casale …Sylvie
- Daniel Burzaco …Natalio
- Guido Lauwaert …Mudito
- Toone De Cooman …Quiroga joven
- Pepe Dizzy …Periodista
- Franco Togni …Mago asistente
- Giuseppe Sordi …Librero
- Merel Notten …Mujer parque
- Anne Marie de Brauw …Escritora
- Luc de Sterk …Profesor Violín
- John Bramble …Fotógrafo parque
- Jean-Pierre de Bruyne …Padre adoptivo
- Suzanna de Bruyne …Madre adoptiva
- Michael Manicardi …Padre
- Rosita de Clerck …Madre

## Producció
La pel·lícula està basada en la novel·la homònima escrita per Agresti quan tenia 19 anys; Agresti deia que la història va sorgir “d'una coseta simple”: un volant de publicitat amb la foto d'un home amb galera i guants blancs que anunciava: “Mag: Animació Festes Infantils” que va veure un dia que plovia quan se l'emportava surant l'aigua del corriol i va agregar: 
| « | ”I aquesta imatge amb la pluja em va donar nostàlgia i vaig suposar que hagués estat un gran mag que se l'emportava l'aigua i no l'anava a conèixer ningú. Això va ser el que em va disparar. Després, com tot, vas embastant i sobretot en una estructura, com tenen la pel·lícula i la novel·la, vaig trobar idees que vaig anar connectant”. | » |

Es va filmar a Múnic (Alemanya), Karlovy Vary i Praga (República Txeca), Budapest (Hongria), Sofia (Bulgària), Bolonya (Itàlia, París (França), Rotterdam (Països Baixos), Ghent (Bèlgica) i Romania.
Entre les peces musicals incloses es troba el vals La pulpera de Santa Lucía.

## Premis i nominacions
- Va ser seleccionada com a candidata al Premi al Millor Film de Fantasia al Festival Fantasporto 1994
- Wilbert Van Dorp va ser guardonat amb el Premi a la Millor Escenografia per aquesta pel·lícula en el Festival de l'Havana de 1994.
- Al Festival de Cinema de Sitges de 1993 Alejandro Agresti va rebre el premi de l'Associació d'escriptors i crítics catalans i el film va ser seleccionat com a candidat a la Millor Pel·lícula.[3]
- Va obtenir un dels Premis Ondas 1993 internacionals de televisió.[4]

## Crítica/Comentaris
Horacio Bilbao a Clarín va dir: 
| « | « Mèrit d'Alejandro Agresti, de la hipocresia argentina, o de les lleis d'oferta i demanda que sempre beatifiquen el que ens falta, L'acte en qüestió ha de ser el clàssic del cinema argentí que menys gent va veure…. la pel·lícula té segell holandès. Es va filmar amb actors argentins, però íntegrament a Europa….Són jocs que Agresti es permet, com usar la paraula desaparèixer, reorientant la tragèdia argentina. El totpoderós mag falla amb un nen búlgar, dos anys desaparegut està el pibe, i li criden de tot a Quiroga en to còmic, metafòric, i també directe: “aparició amb vida” li diuen….És desopilante, interpeladora i nostàlgica la història d'aquest personatge i les seves misèries. Desafiament per a espectadors i crítics formatats.Veiem a Roffé, a Lorenzo Quinteros i són actors d'una altra època, però el cuentito no. Desaparèixer, salvar-se, dominar, tenir mines, fama, són més que il·lusions ara, aquí, i en molts altres llocs. Dona per a prendre-ho amb humor, però de cap manera es foti. O sí?» | » |

Luciana Azul Calcagno i Griselda Soriano Barea van dir: 
| « | « Per a Agresti…els nefastos episodis de la nostra història recent continuen mereixent una reflexió constant; només que no sembla haver-hi relat totalitzador capaç de donar-ne compte, ni és possible abordar-los sempre amb els mateixos vells recursos. Ja que, com diu un dels personatges de la pel·lícula, “això de desaparèixer no és res; el gran foti és l'oblit”, cal continuar parlant per a no oblidar. Però esgotada ja la solemnitat amb la qual el cinema argentí de la dècada del vuitanta va abordar el tema, és necessari trobar noves formes (formes concordes amb un nou context no sols sociopolític sinó també estètic) per a un contingut que -com tot contingut traumàtic- sempre se'ns escapa i sempre torna. Perquè en cas contrari correm el risc d'automatitzar-lo i amb això tornar-lo imperceptible i, en definitiva, silenciar-ho. …A través de l'ús de procediments i estratègies pròpies d'una estètica postmoderna (la intertextualitat, l'autoreferencialitat, el pastitx i –una cosa impensada per a un tema com aquest- la ironia i l'humor), Agresti aconsegueix replantejar una de les problemàtiques centrals per a la societat argentina, i ho fa a partir d'un abordatge alhora inèdit i contemporani. Creiem que això respon a aquesta pregunta sempre latent quan es parla de postmodernitat: pot una obra postmoderna ser crítica i política? Per descomptat, en la mesura en què, ajudant a desconstruir formes i significats ja esclerosats per la repetició, les seves eleccions estètiques són també una presa de posició crítica per excel·lència respecte al cinema i a la manera en què es relaciona amb la història.» | » |

Roger Koza a La Voz del Interior va opinar: 
| « | «…pel·lícula extraordinària, d'una desmesura inusual per al cinema argentí del nostre temps, els efectes especials del qual, forjats en la sintaxi del cinema, potser un prodigi de posada en escena, competeixen amb l'enginy del programari que fa volar als superherois o permet observar actuacions que traspassen edificis en l'aire. La imaginació en L'acte en qüestió s'allibera com poques vegades es veu al cinema, però la seva genialitat prové del gest creatiu d'un Méliès i no tant dels hereus de George Lucas, que en la digitalització van reconèixer l'enlairament total del cinema respecte del real…. No ha d'existir pel·lícula més portenya que "El acto en cuestión", obra que destil·la un amor per Buenos Aires i palesa una manera de ser. Quiroga podria ser estigmatitzat com el típic chanta (argentí), però seria injust circumscriure'l en aquesta descripció. Les referències del film van de Borges a Arlt i quanta cosa es pugui pensar de la cultura portenya.» | » |